# Горобиевка (Мироновский район)
Горобиевка (укр. Горобіївка) — село, входит в Мироновский район Киевской области Украины.
Население по переписи 2001 года составляло 166 человек. Почтовый индекс — 08821. Телефонный код — 4574. Занимает площадь 1,06 км². Код КОАТУУ — 3222982902.

## Местный совет
08821, Київська обл., Миронівський р-н, с.Кип’ячка, вул.Леніна,3